# فنجانانيات
الفنجانانيات (الاسم العلمي: Pezizomycetidae) هي صنف من الفطريات تتبع طائفة الفنجانيانية.

## التصنيف
- الفنجانيات
  - الفنجانية
    - الفنجاني